# Cremastus minutissimus
Cremastus minutissimus là một loài tò vò trong họ Ichneumonidae.